# 7th Cavalry
7th Cavalry is een Amerikaanse western uit 1956 onder regie van Joseph H. Lewis. Destijds werd de film in Nederland uitgebracht onder de titel In de macht der indianen.

## Verhaal
Wanneer kapitein Benson aankomt in Fort Lincoln, krijgt hij te horen dat generaal Custer de slag bij de Little Bighorn heeft verloren. De andere officieren wijten die nederlaag aan Custer, maar Benson blijft de generaal verdedigen. Hij stelt zich kandidaat om lichamen te bergen in vijandig, indiaans gebied.

## Rolverdeling
| Acteur          | Personage           |
| --------------- | ------------------- |
| Randolph Scott  | Kapitein Tom Benson |
| Barbara Hale    | Martha Kellogg      |
| Jay C. Flippen  | Sergeant Bates      |
| Frank Faylen    | Sergeant Kruger     |
| Jeanette Nolan  | Charlotte Reynolds  |
| Leo Gordon      | Vogel               |
| Denver Pyle     | Dixon               |
| Harry Carey jr. | Korporaal Morrison  |
| Michael Pate    | Kapitein Benteen    |
| Donald Curtis   | Luitenant Bob Fitch |
| Frank Wilcox    | Majoor Reno         |
| Pat Hogan       | Hawk                |
| Russell Hicks   | Kolonel Kellogg     |
| Peter Ortiz     | Pollock             |